# Casa José Morera i Llaurador
La Casa José Morera i Llaurador és un edifici de Tarragona protegida com a Bé Cultural d'Interès Local.

## Descripció
És un edifici d'habitatges entre mitgeres amb planta, entreplanta i tres pisos. El projecte és de l'arquitecte municipal Magí Tomás Secall signat al 1870.
Ocupa una parcel·la molt regular que permet obrir tres buits a cadascun dels alçats. Es busca establir una ordenació jeràrquica a l'edifici per la volada que es dona als balcons. L'arrebossat de la façana amb decoracions de caràcter modernista i historicista és posterior. Destaca la construcció amb pedra escairada dels baixos i els massissos i llosanes dels balcons. El tractament del ferro forjat és acurat. L'acabament de l'edifici ve també donat per un frontó semicircular de caràcter modernista decorat amb motius vegetals.
Tot l'interès de la construcció rau en la decoració de la façana, en la disposició acadèmica dels balcons, en els elements decoratius de caràcter modernista i la disposició harmònica amb la resta d'alçats de la Rambla Nova.